# スペースハンター
『スペースハンター』は、1986年9月25日にコトブキシステムが発売したファミリーコンピュータ用アクションゲーム。

## 概要
主人公アルティアナを操作して、反乱を起こした7体のサイボーグを破壊することが目的。各惑星を探索しアイテムを集め、ボスを倒すと自爆装置が作動し惑星は消滅する。6つの惑星をクリアすると暗黒星アフライアーが出現し、これを攻略するとゲームクリアである。セーブシステムはなくパスワード式。BGMは2曲のみ。
ボスは弱点武器でなければ倒せない為、アイテム収集と攻略情報を示すメッセージ収集が必要になる。アイテムを取らないまま惑星を破壊してしまうとクリアできない「ハマリ」に陥ることもある。アイテムやメッセージはステージ中の部屋を攻略すると手に入るのだが、プレイヤーを挑発するような無意味なメッセージ（「ワガママナンダカラ」「ミタナー」等）が非常に多い。
アルティアナの動きは地形に阻まれるが敵は地形を無視して高速で移動するため、各種特殊武器を活用しなければ攻略は難しい。必要なアイテムが出現する部屋でのみ戦い、他では逃げまわるのがセオリーである。
箱絵はレオタードの戦う美少女ヒロインが描かれており、当時のゲームの例に漏れずゲーム画面とは大きく相違がある。猫の手やソフトクリーム等の世界観と合わない隠しアイテムも多く出現する。

## ゲーム内容

### アルティアナの装備
タイムボム
最初から所持している時限爆弾。横方向に画面端まで届く爆風を起こす。隠しアイテムや隠し部屋を出現させることができる。
クリスタル
横方向へ撃つ波動ビーム。エネルギー消費が少なく使いやすい。
レーザーサーベル
横方向へ光の剣を撃つ。当たり判定が小さく扱いづらい。パッケージ絵では斬りつけているがゲーム中では投擲する。
ヘアーアーム
八方向へ発射できるくさび状ビーム。
ハートビーム
クリスタルの強化版。
ハイパワータイムボム
タイムボムの強化版。縦横十字方向に爆風を起こす。
ファイナルアーム
最強の武器。画面内すべての敵を消滅させる。ドゴールを倒すために必須だが、実際は他のボスも全てこれで倒せる。
ジェット
空を飛べる初期装備。
フィン
水中へ潜るために必要。
タイムブレス
画面内の敵すべての動きを止める。ボスにも効くため、動きの早いボスを倒すのに有効。
マジカルミラー
敵のレーザーサーベルを防ぎダメージを受けなくなる。正面からの攻撃しか防げない。
ブルークリスタル
敵のタイムボムとハイパワータイムボムを防ぎダメージを受けなくなる。
レッドクリスタル
敵のクリスタルとハートビームを防ぎダメージを受けなくなる。正面からの攻撃しか防げない。

## 設定

### ストーリー
西暦2199年、核戦争による大爆発で地球は大小9つに砕け散り、そのうち1つは金星に衝突して消滅した。わずかな人類の生き残りは、最も大きな「主星」に住み着き、その身をサイボーグに改造することでかろうじて命脈をつないだ。
そして宇宙暦0230年。地底都市の建設と懸命の放射能除去作業により、人類は再び文明を復興しつつあった。しかし人類を管理する地球防衛隊「アースコマンダー」の体制に反旗を翻した天才科学者ドゴールと6人の部下が、地球から分裂した7つの小惑星に姿を隠し、地球攻撃の準備を整え始めた。アースコマンダーが反逆者打倒の任務につけたのは、地球最高のサイボーグ、アルティアナだった。

### ステージ構成
アフライアー以外のステージは任意の順序で攻略できる。ボスを倒すと惑星の自爆装置が作動するため、制限時間以内に脱出しなければゲームオーバーになる。
ゾーバリア
- 特徴：核爆発のエネルギーを最も強く受けた部分で構成されており、強力な電磁嵐と異常磁場に包まれた惑星。ゲーム的には最も簡単なステージである。
- ボス：シャドウ

フレキシド
- 特徴：旧地球の核。現在でも数千度の熱を保っている。
- ボス：ファイアレックス

ソリディア
- 特徴：アクアネットと同じく水惑星だったが、他の惑星の影となり温度が下がり凍結した氷惑星。
- ボス：アイスレム

アスベスター
- 特徴：地殻部分が集まって出来た岩石質の惑星。
- ボス：ストーミル

セミュフ
- 特徴：核爆発で生じたガスが充満している惑星。他の惑星より移動できるスペースが広い。
- ボス：ガズゾーム

アクアネット
- 特徴：地殻を中心に大量の海水が集まって出来た水惑星。フィンがないと攻略できない。
- ボス：ウォータックス

アフライアー（暗黒星）
- 特徴：ドゴールによって機械化された惑星。地球攻撃の最重要拠点であるが、他の惑星の影となっており最初は姿が見えない。6つのステージをクリアすると出現する。
- ボス：ドゴール

## 登場人物
アルティアナ（ALTIANA）
本作の主人公。アースコマンダーに所属する。サイボーグ年齢16歳の美少女。栗色のロングの髪にピンクのブルマー型レオタードを着用する。
ライフゲインシステムを内蔵しており、倒した敵の生体エネルギーを取り込んで自らのパワーやライフに変えることができる。ゲーム的には、敵を倒して出現したアイテムやステージに存在する隠しアイテムで回復を行える。また、各惑星に隠された様々な装備を取り込み活用することができる。
天才科学者ドゴール
本作のラスボス。6人の部下と共に現地球の支配体制に反旗を翻す。自らと部下の体に特殊サイボーグプロセスを組み込み、戦闘力と生存性を大幅に強化している。部下にはほぼ人型をしていない者も多い。弱点はファイナルアーム。
シャドウ
ドゴールの部下。超電磁環境に適応しテレポート能力を持つ特殊サイボーグ。弱点はタイムボム。
ファイレックス
ドゴールの部下。火炎を操る特殊サイボーグ。弱点はクリスタル。
アイスレム
ドゴールの部下。氷の体を持つ特殊サイボーグ。弱点はハイパワータイムボム。
ストーミル
ドゴールの部下。岩石の体を持つ特殊サイボーグ。弱点はタイムボム。
ガスゾーム
ドゴールの部下。機械化ボディにガスを纏った特殊サイボーグ。弱点はレーザーサーベル。
ウォータックス
ドゴールの部下。水の体を持つ特殊サイボーグ。弱点はハートビーム。

## スタッフ
- プログラマー：MIC（道浦忍）、FUMI（戸野文雄）、AIPAN（あいはらともはる）、ANI、SUE（すえだきみなり）、SHINA（しながわみのり）、KARI（かりおまこと）、SEA、FUMI2（いわもとふみ）
- デザイナー：320、HIRA（ひらしたやすし）
- サウンド：Mr.MASUNO（増野宏之）

## 評価
ゲーム誌『ファミリーコンピュータMagazine』の読者投票による「ゲーム通信簿」での評価は以下の通りとなっており、15.33点（満30点）となっている。
| 項目 | キャラクタ | 音楽 | 操作性 | 熱中度 | お買得度 | オリジナリティ | 総合  |
| 得点 | 2.83       | 2.68 | 2.50   | 2.58   | 2.38     | 2.36           | 15.33 |